# Les Chumballs
Les Chumballs est une série télévisée d'animation française diffusée depuis le 27 mai 2013 sur France 5 dans l'émission Zouzous.

## Synopsis
À la suite d'une catastrophe écologique, les humains se cachent dans les profondeurs de la terre. Leurs ancêtres ont laissé à la surface vingt-quatre créatures appelées Chumballs chargées de reconstituer la nature. Mais les Chumballs n'ont toujours pas envoyé le signal annonçant le succès de leur mission. Le conseil du monde souterrain prend prétexte de ce fait pour maintenir les hommes dans les profondeurs, sous son contrôle.
Solana une jeune fille remonte à la surface avec ses amis Stel et Tom. Ils partent à la découverte de la planète rechercher les Chumballs.

## Personnages
- Solana : Solana est une jeune fille d'une dizaine d'années. Pupille de Maître Pakadis, elle décide d'accomplir la mission que le vieil homme s'était fixée mais que le conseil lui a interdite : aller à la surface pour trouver et activer les Chumballs. Elle a le don de connaître les plantes.

- Stel : Stel est l'ami de Solana à qui il est d'une aide précieuse par sa capacité à comprendre instinctivement le fonctionnement des machines. Contrairement à Solana, plus instinctive, il réfléchit toujours avant d'agir.

- Tom : est le petit frère de Stel. Il accompagne ses amis à la surface. Insouciant, il s'émerveille de tout ce qu'il voit. Il n'aime pas être écarté par ses aînés, même pour sa sécurité.

- Maitre Pakadis : Maitre Pakadis est le tuteur de Solana. Il est persuadé que les Chumballs ont terminé leur mission mais qu'ils ont oublié de prévenir les humains. Mais le conseil refuse de le croire et le fait isoler. Depuis son laboratoire, il aide comme il peut les enfants.

- Tago : Tago est un petit robot volant construit par Stel sur le modèle des Chumballs. Officiellement le jouet de Tom, il dispose aussi de plusieurs outils d'analyse qui aident les enfants à comprendre les problèmes auxquels ils sont confrontés.

- Voltar : Voltar est le méchant de l'histoire. Descendant d'humains qui ont émigré sur une autre planète, il revient sur Terre pour exploiter la nature et faire du profit, même au mépris des lois écologiques de son monde. Il a tendance à vouloir capturer les Chumballs, mais échoue toujours lamentablement en raison de l'intervention des enfants.

- GMX : GMX est le robot de Voltar. Bien qu'il lui soit dévoué, ce dernier n'en est jamais content et n'hésite pas à se défouler sur lui lorsque ses plans tombent à l'eau.

- Les Chumballs : Les Chumballs sont de petites créatures sphériques, moitié robot, moitié être vivant. Elles tirent leur nom de leur concepteur : Bob Chumball. Chaque épisode (excepté les premiers et derniers) est consacré à une Chumball associée à un milieu écologique particulier. Les capacités des Chumballs varient selon leur fonction. Elles peuvent notamment créer de nouvelles espèces, fabriquer une bulle de force pour protéger un lac (Manganas Express), dépolluer l'eau d'une rivière (Du plomb dans l'air) ou booster la marée (Le grand barrage). Une Chumball polluée peut changer de comportement et devenir un danger.

## Distribution
- Adeline Chetail : Solana
- Nathalie Bienaimé : Tom
- Serge Thiriet : Voltar, Tago
- Alexandre Nguyen : Stel
- Sybille Tureau

 Source et légende : version française (VF) sur RS Doublage

## Fiche Technique
- Nom original : Les Chumballs
- Réalisation : Bruno Desraisses
- Concept original : Le Monde des Chumballs de Le sixième continent d’après les personnages de Maxime Péroz et Sébastien Acacia.
- Développement pour la télévision et direction d'écriture : Franck Salomé
- Scénaristes : Franck Salomé, Fernando Worcel, Nicolas Sedel, Mireille Pertusot, Emmat Perret, Annetta Zucchi, etc.
- Musiques : François Elie Roulin
- Producteur : Robert Réa, Dominique Boischot, Marie-Pierre Moulinjeune
- Maisons de production : Ellipse Animation, Les Films de la Perrine, Araneo Belgium.
- Pays d'origine :  France
- Années de production : 2013
- Nombre d'épisodes : 26 (1 saison)
- Durée : 13 minutes
- Dates de première diffusion : 31 octobre 2009 (France)

## Épisodes
1. L’Évasion
2. Sauvetage périlleux
3. Le Grand Barrage
4. Le Pays des glaces
5. Bataille pour l'eau
6. Ok Corail
7. Manganas expres
8. Chauve qui peut
9. La Plume nacrée
10. La tribu oubliée
11. Panne de courant
12. Une lumière fatigante
13. Un amour de croq'cinelle
14. Mauvaise fièvre
15. Le Retour
16. La Ppluie qui tue
17. Des gonflaches mal élevées
18. Chanson d'amour
19. La Danse des milabeilles
20. Voltarland
21. Toxique
22. Manque d'air
23. Du plomb dans l'air
24. Une faim de grenouléon
25. Les Vacances de Voltar
26. La Forêt mystérieuse

## Autour de la série
La série se donne pour ambition d'initier les plus jeunes aux problèmes écologiques actuels. Par exemple, l'épisode Des gonflaches mal élevées aborde les dangers de l'élevage de masse et Un amour de corq'cinelle, les problèmes liés à l'abus de pesticides. Le site officiel propose également des conseils pratiques.